# Liste der Wappen im Landkreis Weißenburg-Gunzenhausen
Die Liste der Wappen im Landkreis Weißenburg-Gunzenhausen zeigt die Wappen der Gemeinden im bayerischen Landkreis Weißenburg-Gunzenhausen.

## Landkreis Weißenburg-Gunzenhausen

Landkreis Weißenburg-Gunzenhausen → Details
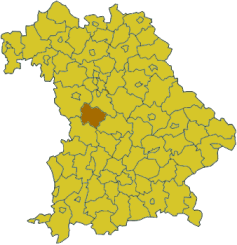
Lage des Landkreises Weißenburg-Gunzenhausen in Bayern
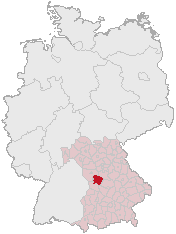
Lage des Landkreises Weißenburg-Gunzenhausen in Deutschland
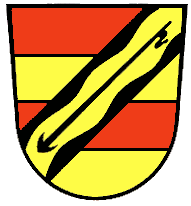
Landkreis Gunzenhausen (–1972) Dreimal geteilt von Rot und Gold, überdeckt mit einem schwarzen Schräglinksbalken; in diesem ein mit einer schwarzen Fischerstange belegter goldener Schrägwellenbalken.
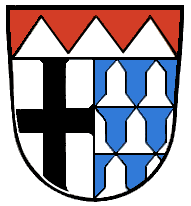
Landkreis Weißenburg i.Bay. (–1972) Unter rotem Schildhaupt, darin drei silberne Spitzen, gespalten; vorne in Silber ein durchgehendes, geradarmiges schwarzes Tatzenkreuz, hinten Eisenhutfeh von Silber und Blau.

## Wappen der Städte, Märkte und Gemeinden

Markt Absberg In Silber über schwarzem Dreiberg ein eingeschweifter roter Sparren. → Details
Gemeinde Alesheim Geteilt von Gold und Blau; oben schräg gekreuzt ein roter Speer und ein schräglinker blauer Wellenbalken; unten sechs drei zu zwei zu eins gestellte silberne Eisenhüte. → Details
Gemeinde Bergen In Blau über einem silbernen Fünfberg schwebend ein von Silber und Schwarz geteiltes Schildchen, darin der Rumpf eines rot gezungten Geiers in verwechselten Farben.
Gemeinde Burgsalach Gespalten; vorne fünfmal gespalten von Schwarz und Silber, hinten in Blau ein hervorkommender silberner Limesturm mit goldenem Dach und goldenem Umgang.
Gemeinde Dittenheim In Blau ein goldener Tafelberg, darauf zwei silberne Nadelbäume, zwischen denen ein von Silber und Schwarz geviertes Schildchen schwebt.
Stadt Ellingen In Blau ein silberner Mittelschild, darin ein schwebendes blaues Andreaskreuz. → Details
Gemeinde Ettenstatt Gespalten von Gold und Schwarz, vorne aus einem grünen Einberg wachsend eine grüne Blume mit silberner Blüte (Märzenbecher), ein lediges silbernes linkes Obereck.
Markt Gnotzheim In Blau ein durchgehender silberner Schragen.
Stadt Gunzenhausen In Blau über silbernem Wellenbalken ein goldenes Fachwerkhaus.
Gemeinde Haundorf Über von Silber und Schwarz geviertem Schildfuß in Rot schräg gekreuzt eine silberne Armbrust und ein silbernes Zimmermannsbeil.
Markt Heidenheim In Silber ein blau gekleideter, bärtiger Heidenrumpf mit blauer Zipfelmütze über silbernem Turban.
Gemeinde Höttingen Durch eine erhöhte, eingeschweifte silberne Spitze, darin ein durchgehendes schwarzes Kreuz, belegt mit einem goldenen Kreuz, dessen Arme in heraldischen Lilien enden, gespalten; vorne in Rot ein wachsender silberner Bischofsstab, hinten in Blau ein silberner Kübelhelm mit dem Rumpf einer goldenen Hirschkuh als Helmzier
Gemeinde Langenaltheim Unter Schildhaupt mit Eisenhutfeh von Silber und Blau in Rot ein silberner Zweispitzhammer mit goldenem Stiel, begleitet von drei zwei zu eins gestellten, fünfstrahligen silbernen Sternen. → Details
Markt Markt Berolzheim Geteilt von Blau und Silber; oben ein großer silberner Eisenhut, unten ein schreitender, rot bewehrter schwarzer Bär mit rotem Halsband.
Gemeinde Meinheim In Rot aus dem unteren Schildrand aufwachsend der silberne Kirchturm von Meinheim, beseitet von je einem goldenen Lindenblatt.
Gemeinde Muhr a.See In Rot nebeneinander zwei senkrecht stehende silberne Armbrustsäulen.
Markt Nennslingen Aus dem offenen Tor einer roten Zinnenmauer quellend silbernes und blaues Wasser, das den Schildfuß füllt; über der Mauer gespalten; vorne in Schwarz ein silberner Balken, hinten geteilt von Schwarz und Silber.
Stadt Pappenheim In Blau ein linksgewendeter silberner Kübelhelm mit goldener Helmdecke, darauf ein schwarzer Mohrenkopf mit roter Stirnbinde.
Gemeinde Pfofeld In Schwarz drei hauptgespitzte silberne Pfähle, die durch silbernes Geflecht miteinander verbunden sind.
Markt Pleinfeld Unter rotem Schildhaupt, darin ein waagrechter silberner Bischofsstab, geviert; 1 und 4: silbern, 2: schwarz, 3: rot.
Gemeinde Polsingen Über silbernem Schildfuß, darin ein durchgehendes rotes Andreaskreuz, gespalten, vorne in Rot ein silberner Rüdenrumpf mit goldenem Kettenhalsband, hinten geviert von Silber und Schwarz. → Details
Gemeinde Raitenbuch Schräg geteilt von Rot und Silber; oben ein wachsender silberner Bischofsstab, unten ein schräges grünes Buchenblatt.
Gemeinde Solnhofen Geteilt; oben in Silber ein schwarzes Kreuz, unten dreimal geteilt von Rot und Gold.
Gemeinde Theilenhofen In Schwarz auf goldenem Boden ein silberner Ziehbrunnen mit Trog und Eimer.
Stadt Treuchtlingen Geviert; 1 und 4: silbernes und blaues Eisenhutfeh in drei Reihen; 2 und 3: in Silber ein springender roter Fuchs.
Große Kreisstadt Weißenburg i.Bay. In Rot eine silberne Burg mit zwei Zinnentürmen, darüber schwebend ein goldener Schild mit schwarzem Doppeladler. → Details
Gemeinde Westheim In Schwarz ein stehender, silbern gekleideter Bauer, der in der Rechten nach unten ein silbernes Schwert, in der Linken nach oben eine silberne Fahne mit rotem Bundschuh hält.

## Ehemalige Gemeinden mit eigenem Wappen

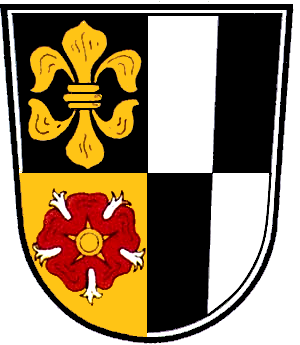
Gemeinde Aha
Gemeinde Altenmuhr
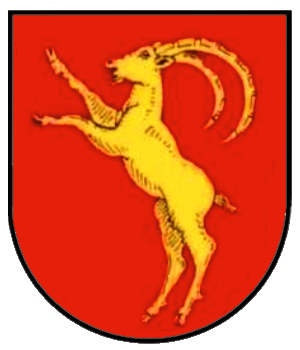
Gemeinde Auernheim
Gemeinde Bieswang
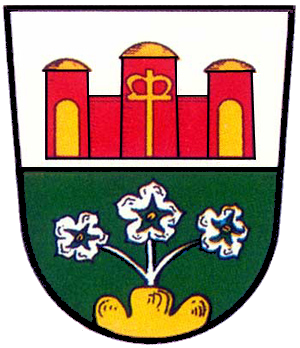
Gemeinde Büchelberg
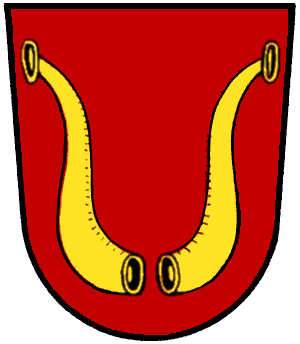
Gemeinde Cronheim
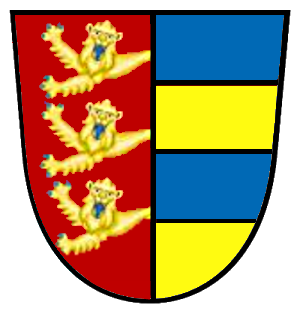
Gemeinde Degersheim
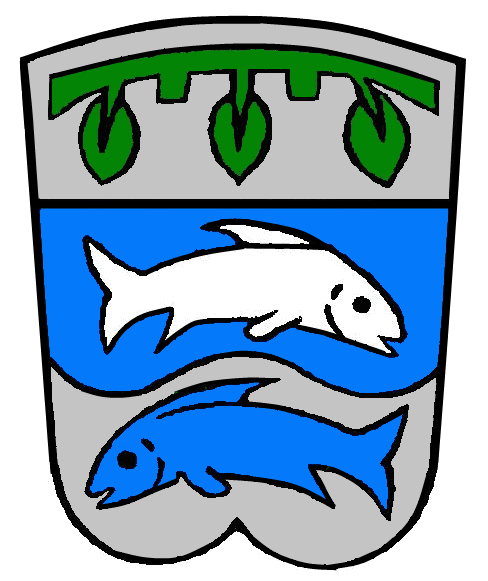
Gemeinde Dettenheim
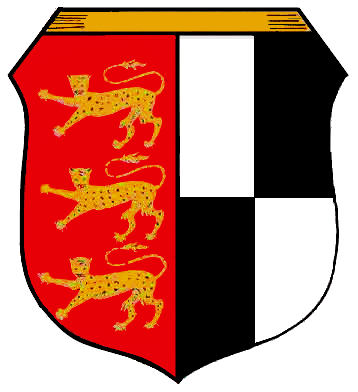
Gemeinde Döckingen
Gemeinde Eichenberg
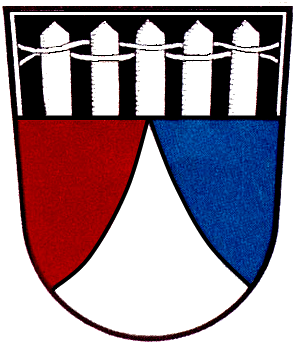
Gemeinde Frickenfelden
Gemeinde Gräfensteinberg
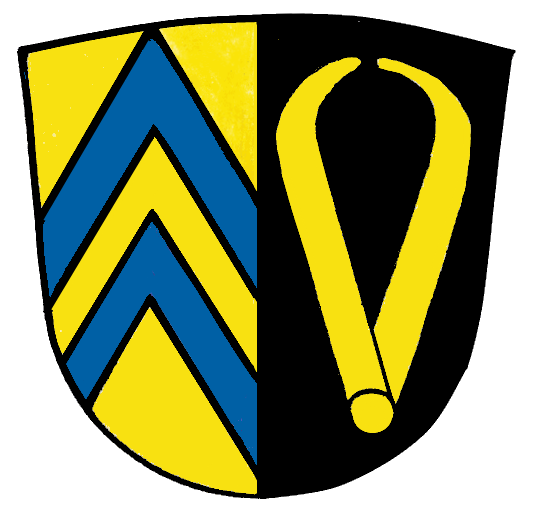
Gemeinde Gundelsheim b. Treuchtlingen
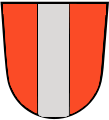
Gemeinde Gundelsheim a. d. Altmühl In Rot ein silberner Pfahl.
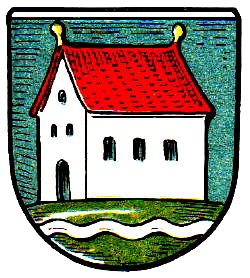
Gemeinde Gunzenhausen – Altes Wappen
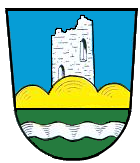
Gemeinde Hechlingen
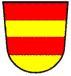
Gemeinde Hohentrüdingen
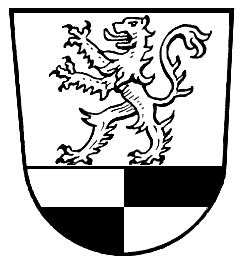
Gemeinde Holzingen
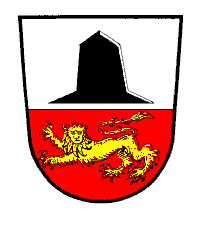
Gemeinde Hüssingen
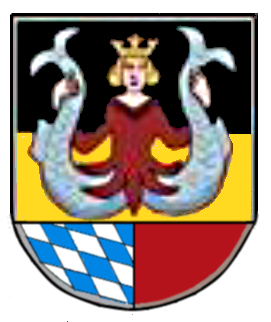
Gemeinde Kalbensteinberg
Gemeinde Kurzenaltheim Geteilt und unten gespalten; oben in Silber ein sitzender roter Drache, unten vorne dreimal geteilt von Rot und Gold, hinten in Silber ein durchgehendes schwarzes Kreuz.[1]
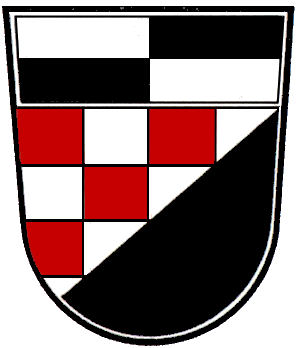
Gemeinde Laubenzedel
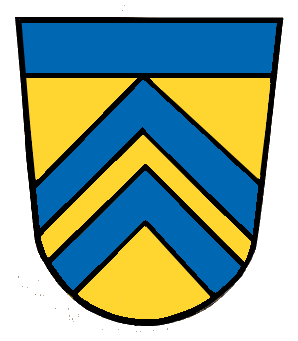
Gemeinde Möhren
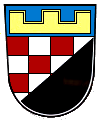
Gemeinde Neuenmuhr
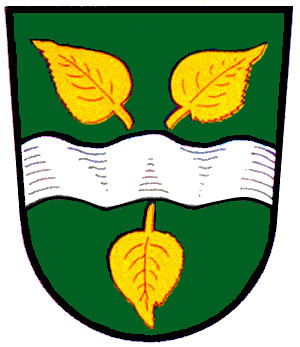
Gemeinde Oberasbach
Gemeinde Oberhochstatt
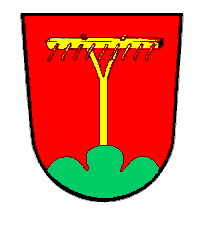
Gemeinde Ostheim
Gemeinde Pflaumfeld
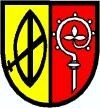
Gemeinde Ramsberg
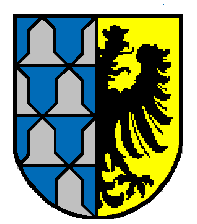
Gemeinde Rothenstein
Gemeinde Sammenheim
Gemeinde Sausenhofen
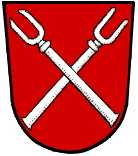
Gemeinde Spielberg
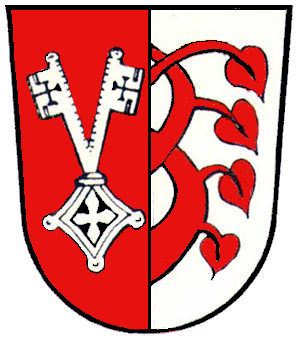
Gemeinde Stetten Gespalten von Rot und Silber; vorne ein silberner Doppelschlüssel mit einem Griff, hinten am Spalt ein verschlungener roter Lindenzweig.
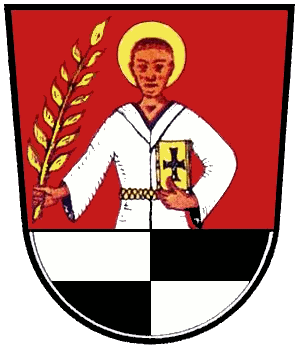
Gemeinde Streudorf
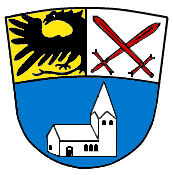
Gemeinde Suffersheim
Gemeinde Thannhausen
Gemeinde Trendel
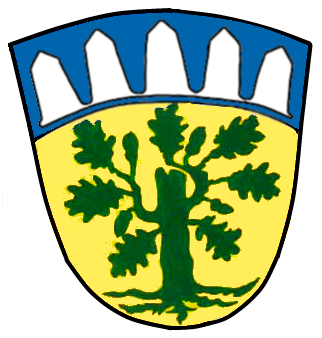
Gemeinde Trommetsheim
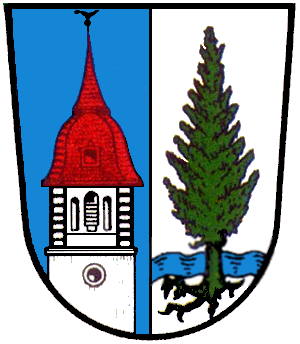
Gemeinde Unterasbach
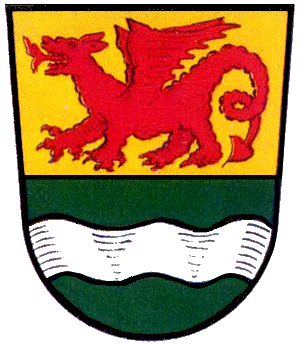
Gemeinde Unterwurmbach Geteilt von Gold und Grün; oben ein vierfüßiger, geflügelter roter Lindwurm mit Stachelschwanz, unten ein silberner Querbach.
Gemeinde Wachstein
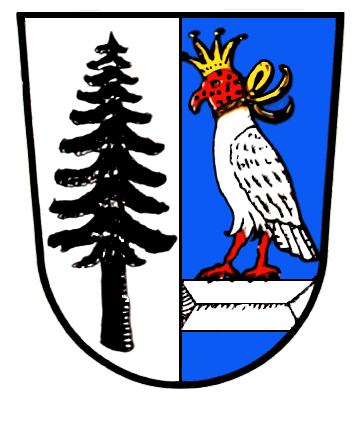
Gemeinde Wald
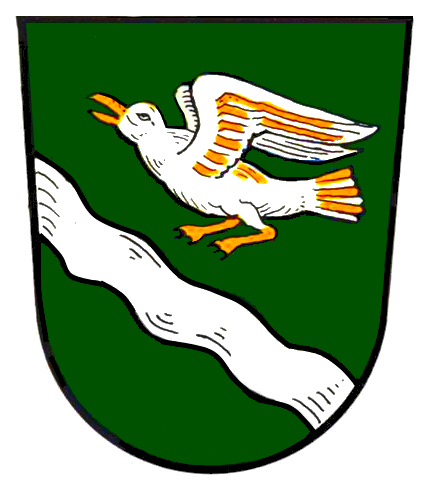
Gemeinde Wettelsheim
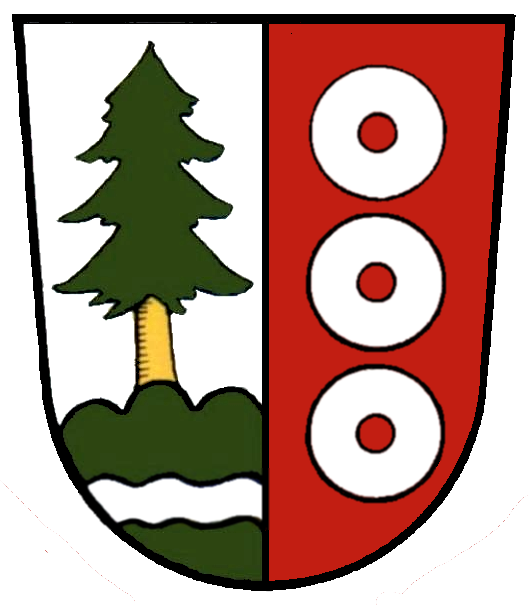
Gemeinde Windischhausen
Gemeinde Windsfeld
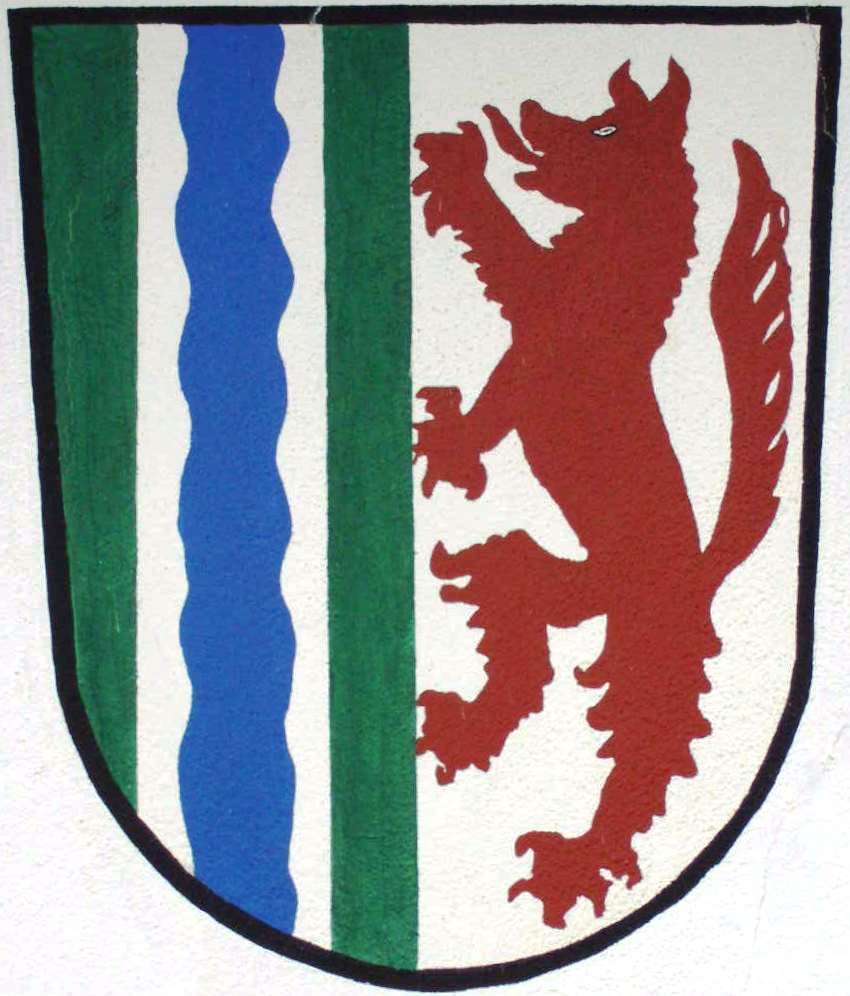
Gemeinde Wolfsbronn